# Лясковське
Лясковське (пол. Laskowskie) — село в Польщі, у гміні Віжайни Сувальського повіту Підляського воєводства.
Населення — 33 особи (2011).
У 1975-1998 роках село належало до Сувальського воєводства.

## Демографія
Демографічна структура станом на 31 березня 2011 року:
|          | Загалом | Допрацездатний вік | Працездатний вік | Постпрацездатний вік |
| -------- | ------- | ------------------ | ---------------- | -------------------- |
| Чоловіки | 17      | 6                  | 9                | 2                    |
| Жінки    | 16      | 1                  | 11               | 4                    |
| Разом    | 33      | 7                  | 20               | 6                    |